# Eilema flaveola
Eilema flaveola là một loài bướm đêm thuộc phân họ Arctiinae, họ Erebidae.